# Den Norske Forfatterforening
Den norske Forfatterforening (forkortet DnF) er en forening for norske skønlitterære forfattere. Den nuværende forening er dannet i 1966 som en sammenslutning af Den norske Forfatterforening, stiftet i 1893, og Forfatterforeningen av 1952. Foreningens formål er at værne og fremme norsk litteratur og varetage de norske forfatteres faglige og økonomiske interesser. DnF har også arbejdet med internationalt solidaritetsarbejde for forfulgte forfattere. 
Lederen er fra marts 2012 forfatteren Sigmund Løvåsen.

## Stipendier og Det litterære råd
Den norske Forfatterforening forvalter en række egne, statslige og andre stipendier, som hvert år uddeles til både medlemmer og ikke-medlemmer. "Det litterære råd" består af ni medlemmer og afgiver indstilling i alle sager af litterær art og ved stipendieuddelinger. En række kendte forfattere har været medlemmer af rådet. Formænd har i nyere tid været blandt andre Paal-Helge Haugen, Svein Jarvoll og Ann Kavli.

## Bruddet i 1952
I 1952 meldte 32 forfattere sig ud af Den norske Forfatterforening og dannede Forfatterforeningen av 1952 i protest mod, at Den norske Forfatterforening lod sig repræsentere i Norsk språknemnd, der ifølge sin formålsparagraf var forpligtet til at arbejde for samnorsk. DnFs tidligere formand Arnulf Øverland blev formand for den nye forening.
De to forfatterforeninger blev genforenet i 1966, efter at Vogt-komitéen, også kaldet "sprogfredskomitéen", fremlagde sin indstilling.

## Formænd
- 1894–1896 Arne Garborg (skønlitterær sektion)
- 1894– Gustav Storm (faglitterær sektion)
- 1894–1896 Andreas Aubert (faglitterær sektion)
- 1896–1900 Jacob Hilditch
- 1900–1903 Jacob Breda Bull
- 1903– Moltke Moe
- 1903–1905 Gerhard Gran
- 1905–1908 Vilhelm Krag
- 1908–1910 Jacob Hilditch
- 1910–1913 Hans Aanrud
- 1913–1916 Peter Egge
- 1917–1919 Nils Collett Vogt
- 1920–1922 Johan Bojer
- 1922– Ole Lie Singdahlsen
- 1922–1923 Oskar Braaten
- 1923–1928 Arnulf Øverland
- 1928–1932 Ronald Fangen
- 1933– Oskar Braaten
- 1934– Johan Bojer
- 1935– Peter Egge
- 1936–1940 Sigrid Undset
- 1940– Georg Brochmann
- 1941–1945 Alex Brinchmann
- 1946–1965 Hans Heiberg
- 1965–1971 Odd Bang-Hansen
- 1971–1975 Ebba Haslund
- 1975–1977 Bjørn Nilsen
- 1977–1981 Camilla Carlson
- 1982–1985 Johannes Heggland
- 1985–1987 Karsten Alnæs
- 1987–1991 Toril Brekke
- 1991–1997 Thorvald Steen
- 1997–1999 Inger Elisabeth Hansen
- 1999–2001 Karsten Alnæs
- 2001–2005 Geir Pollen
- 2005–2012 Anne Oterholm
- 2012– Sigmund Løvåsen